# メストスキー・スタディオン (オストラヴァ)
メストスキー・スタディオン（Městský stadion）は、チェコ・オストラヴァにある多目的スタジアム。FCヴィートコヴィツェとFCバニーク・オストラヴァがホームスタジアムとして使用している。

## 概要
サッカーのフィールドを取り囲むように陸上トラックが併設されているため、オストラバ・ゴールデン・スパイクやIAAFコンチネンタルカップ、世代別の世界陸上競技選手権大会といった陸上競技も行われている。
建設から80年が経過した2012年5月、陸上トラックや観客席を含めたスタジアムの大規模な改修工事が行われ、3年後の2015年に近代的なスタジアムとなって生まれ変わった。

## 開催された主なイベント

### サッカー
- 国際Aマッチ

| 日付           | ホームチーム     | 結果 | アウェーチーム   | ラウンド                      |
| -------------- | ---------------- | ---- | ---------------- | ----------------------------- |
| 1949年10月30日 | チェコスロバキア | 2-0  | ポーランド       | 親善試合                      |
| 1951年10月14日 | チェコスロバキア | 1-2  | ハンガリー       | 親善試合                      |
| 1958年10月12日 | チェコスロバキア | 0-1  | ブルガリア       | 親善試合                      |
| 1961年4月29日  | チェコスロバキア | 2-1  | メキシコ         | 親善試合                      |
| 1996年3月26日  | チェコ           | 3-0  | トルコ           | 親善試合                      |
| 2015年11月13日 | チェコ           | 4-1  | セルビア         | 親善試合                      |
| 2016年10月11日 | チェコ           | 0-0  | アゼルバイジャン | 2018 FIFAワールドカップ・予選 |
| 2021年9月2日   | チェコ           | 1-0  | ベラルーシ       | 2022 FIFAワールドカップ・予選 |

### 陸上競技
- IAAFコンチネンタルカップ : 1回 (2018年)
- オストラバ・ゴールデン・スパイク（英語版）
- 世界ユース陸上競技選手権大会 : 1回 (2007年)

## ギャラリー

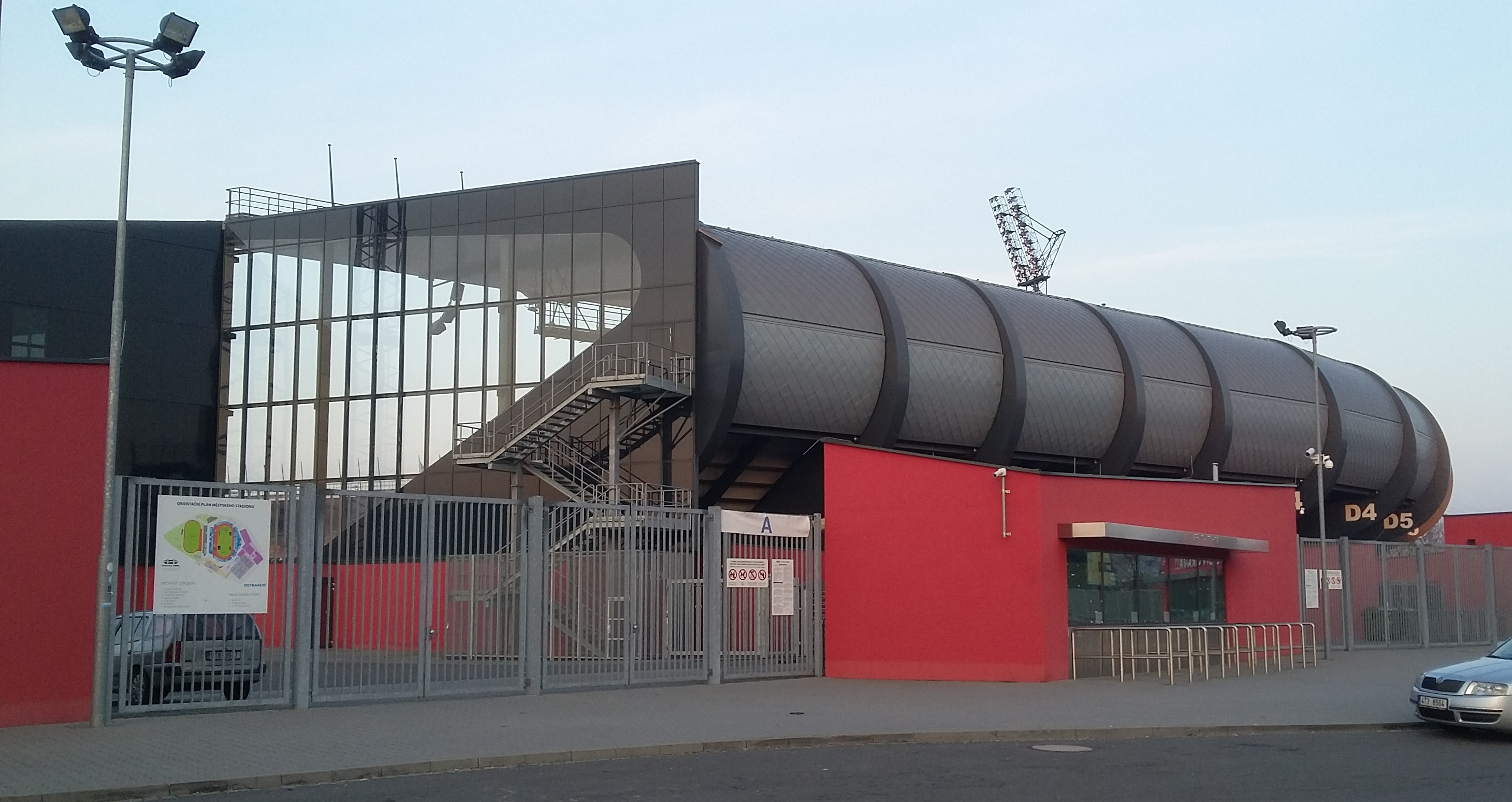
外観
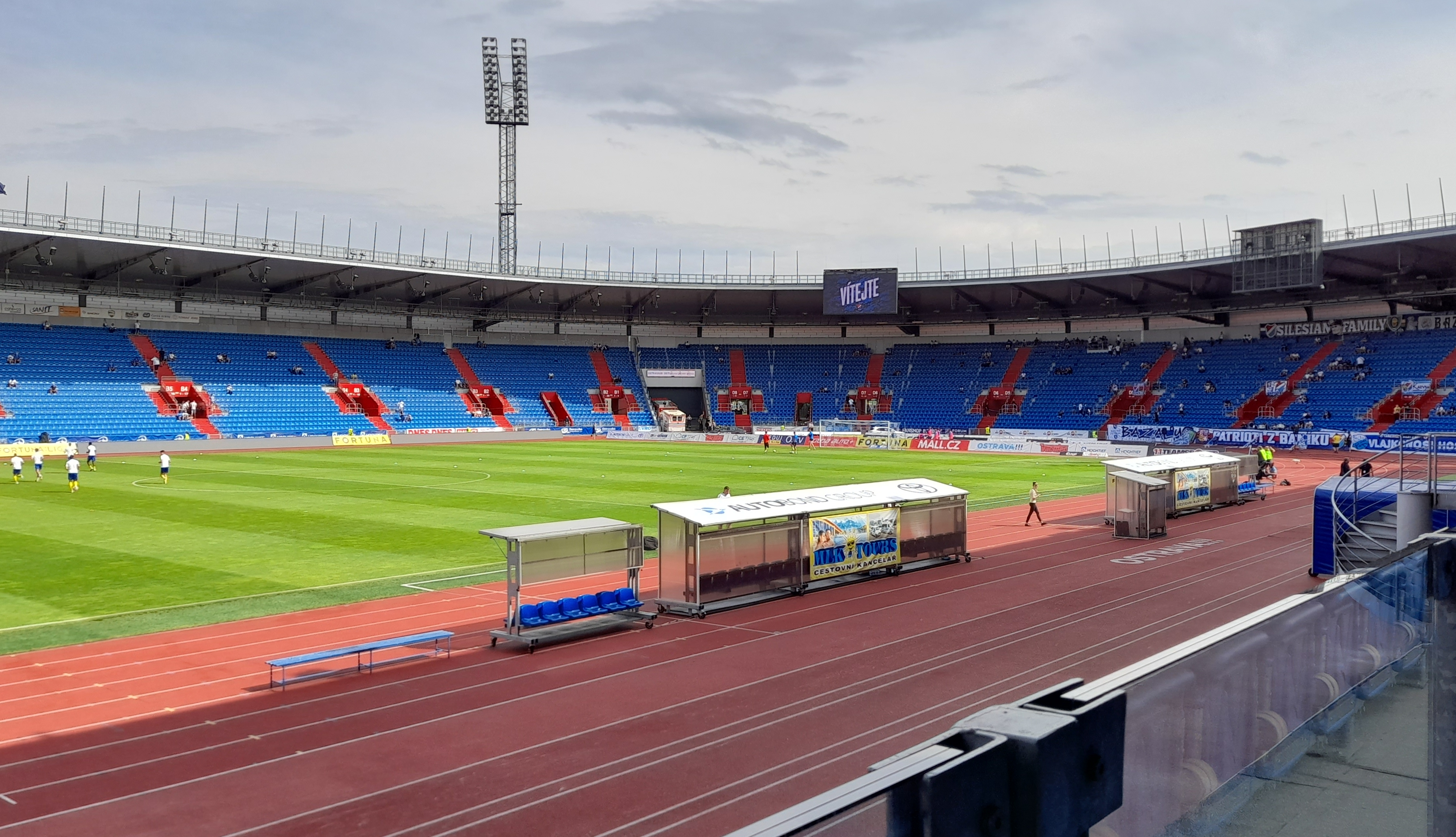
スタンド
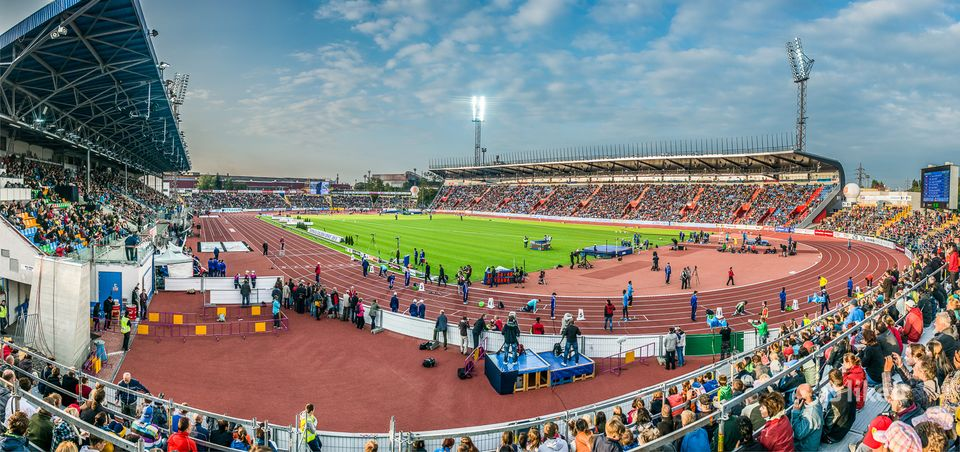
2013年のチェコ陸上競技選手権大会